# Baptiste Carême
Baptiste Carême (* 25. Oktober 1985) ist ein französischer Badmintonspieler. 

## Karriere
Baptiste Carême gewann bis 2004 acht Nachwuchstitel in Frankreich. 2005 siegte er bei den Lithuanian International, in der Folgesaison bei den Estonian International. 2008 war er bei den Croatian International erfolgreich, 2009 siegte er erstmals bei den nationalen Titelkämpfen.

## Sportliche Erfolge
| Saison    | Veranstaltung                                 | Disziplin    | Platz          | Name                                    |
| --------- | --------------------------------------------- | ------------ | -------------- | --------------------------------------- |
| 1998/1999 | Französische Nachwuchsmeisterschaft (Minimes) | Mixed        | 1              | Baptiste Carême / Florine Leroy         |
| 1999/2000 | Französische Nachwuchsmeisterschaft (Minimes) | Mixed        | 1              | Baptiste Carême / Aïssé Soukouna        |
| 1999/2000 | Französische Nachwuchsmeisterschaft (Minimes) | Herrendoppel | 1              | Baptiste Carême / Théophile Pelayo      |
| 2001/2002 | Französische Nachwuchsmeisterschaft (Cadets)  | Herrendoppel | 1              | Théophile Pelayo / Baptiste Carême      |
| 2002/2003 | Französische Juniorenmeisterschaft            | Mixed        | 1              | Baptiste Carême / Tiphaine Poulain      |
| 2002/2003 | Französische Juniorenmeisterschaft            | Herrendoppel | 1              | Théophile Pelayo / Baptiste Carême      |
| 2003/2004 | Französische Juniorenmeisterschaft            | Mixed        | 1              | Baptiste Carême / Tiphaine Poulain      |
| 2003/2004 | Französische Juniorenmeisterschaft            | Herrendoppel | 1              | Théophile Pelayo / Baptiste Carême      |
| 2003/2004 | Französische Hochschulmeisterschaft           | Mixed        | 1              | Baptiste Carême / Emilie Despierres     |
| 2005      | Lithuanian International                      | Mixed        | 1              | Baptiste Carême / Emilie Despierre      |
| 2005      | Estonian International                        | Herrendoppel | 1              | Benoît Azzopard / Baptiste Carême       |
| 2006/2007 | Französische Hochschulmeisterschaft           | Herrendoppel | 1              | Baptiste Carême / Matthieu Lo Ying Ping |
| 2008      | Croatian International                        | Mixed        | 1              | Baptiste Carême / Laura Choinet         |
| 2008/2009 | Französische Meisterschaft                    | Mixed        | 1              | Baptiste Carême / Laura Choinet         |
| 2009/2010 | Französische Meisterschaft                    | Mixed        | 1              | Baptiste Carême / Laura Choinet         |
| 2010      | Turkey International                          | Herrendoppel | 3              | Sylvain Grosjean / Baptiste Carême      |
| 2010      | Strasbourg Masters                            | Herrendoppel | 2              | Sylvain Grosjean / Baptiste Carême      |
| 2010/2011 | Französische Meisterschaft                    | Herrendoppel | 1              | Sylvain Grosjean / Baptiste Carême      |
| 2011      | Dutch International                           | Herrendoppel | 1              | Sylvain Grosjean / Baptiste Carême      |
| 2011/2012 | Französische Meisterschaft                    | Mixed        | 1              | Baptiste Carême / Audrey Fontaine       |
| 2013      | Mittelmeerspiele                              | Herrendoppel | 3              | Baptiste Carême / Gaëtan Mittelheisser  |
| 2013      | St. Petersburg White Nights                   | Herrendoppel | 1              | Baptiste Carême / Ronan Labar           |
| 2013      | St. Petersburg White Nights                   | Mixed        | Halbfinalistin | Baptiste Carême / Anne Tran             |